# Даубаба
Даубаба (каз. Дәубаба) — село в Тюлькубасском районе Туркестанской области Казахстана. Входит в состав Кельтемашатского сельского округа. Код КАТО — 516047300.

## Население
В 1999 году население села составляло 112 человек (58 мужчин и 54 женщины). По данным переписи 2009 года, в селе проживало 118 человек (63 мужчины и 55 женщин).